# Glömstaskolan

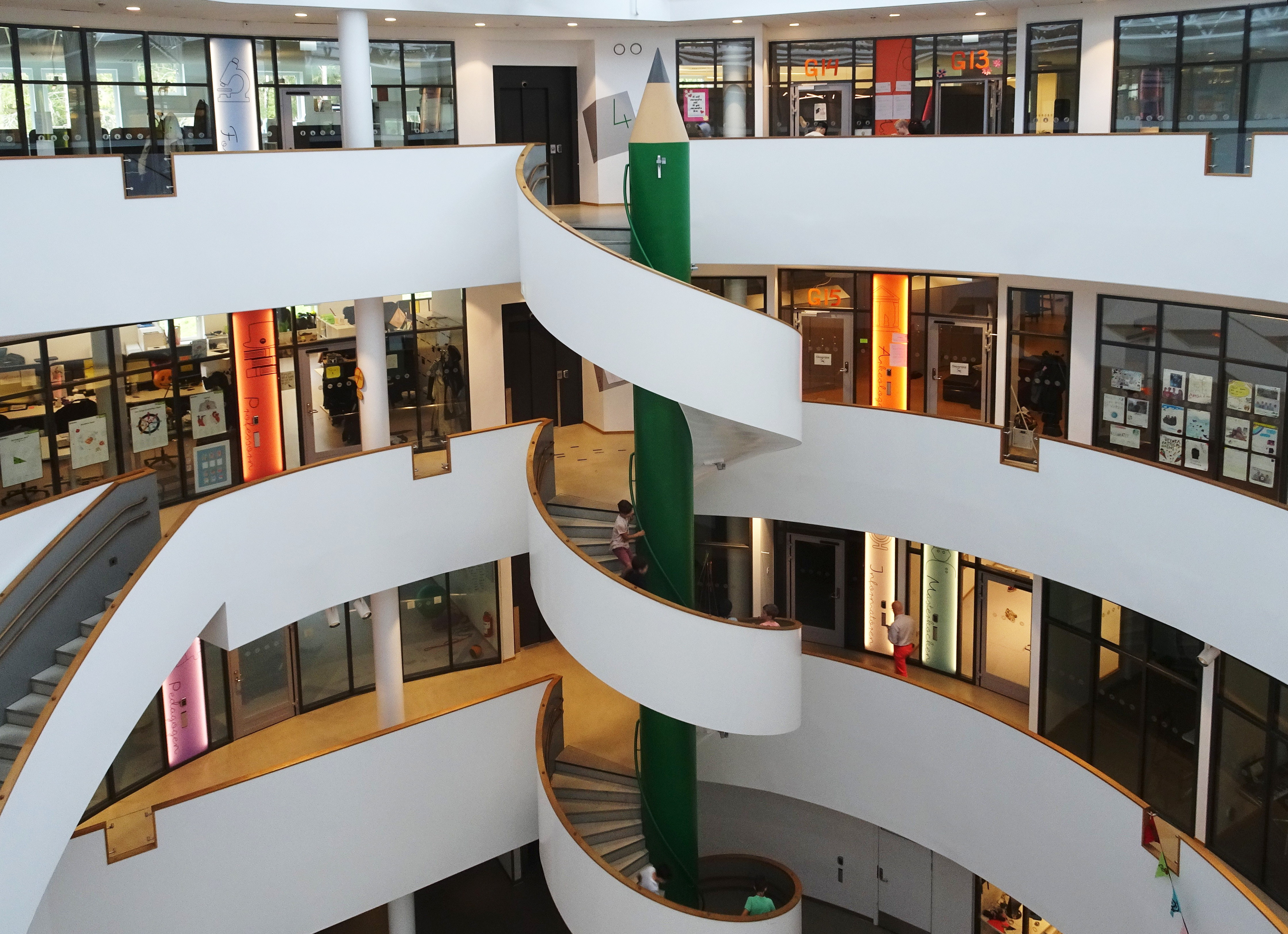
Glömstaskolans ljushall, 2018.

Glömstaskolan är en kommunal grundskola vid Bergavägen 9 i kommundelen Glömsta i Huddinge kommun, Stockholms län. Skolbyggnaden, som har en innovativ planlösning, öppnade till höstterminen 2016 och vann Huddinges byggnadspris 2018.

## Byggnaden

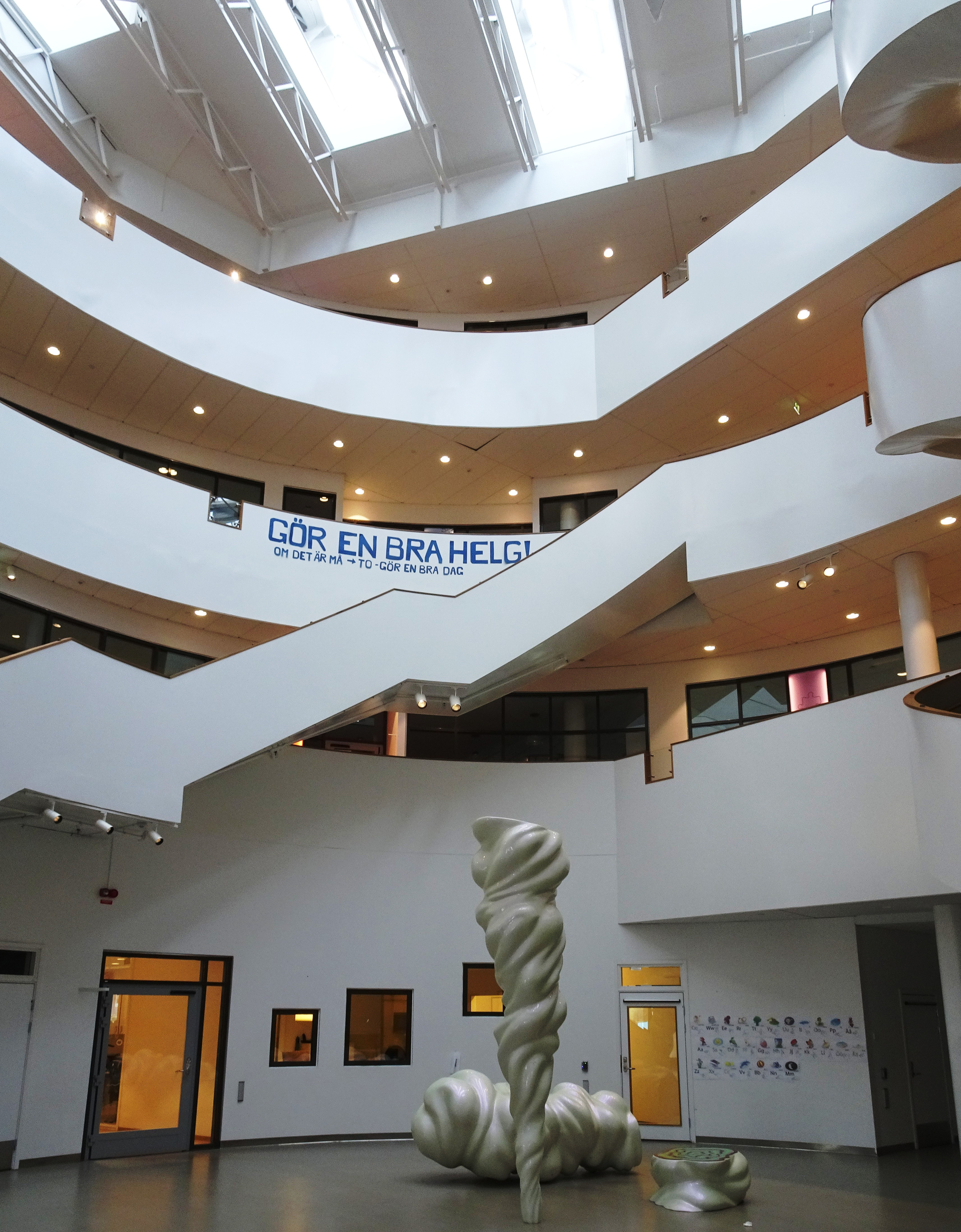
Glömstaskolans ljushall.

Skolbyggnaden har en yta om 9 500 m² och projekterades mellan 2014 och 2016 av Origo arkitekter och Arcona Arkitekter med Huge Fastigheter som byggherre. Byggnadsentreprenör var Arcona och kostnaden omfattade 220 miljoner kronor. Glömstaskolans huvudbyggnad har fem våningar med ljusa fasader och orgelbunden fönstergruppering. Bottenvåningen är indragen vilket ger byggnaden ett ”svävande” intryck. För att inte inkräkta på värdefull yta förlade arkitekten fyra trapphus utanpå fasaderna.
Interiören domineras av den stora cirkulära ljushallen som får dagsljus via takfönster. Hallen sammanlänkar alla våningar via två trappor och runtgående gallerior. Därifrån nås samtliga undervisningsområdena som saknar korridorer och konventionella klassrum. Undervisningsområdena ligger grupperade kring oregelbundna ytor, som kan möbleras och anpassas på olika sätt. Istället för bänkar i rader kan undervisningsområdena möblerats med sittsäckar, ståbord och konferensbord. Genom stora glaspartier mot ljushallen hålls kontakt utåt. 
De mer ”privata” arbetsområdena ligger på plan 3 och 4 tillsammans med rum för personal och elevvård samt bibliotek. Matsalen finns på bottenvåningen. Byggnaden är miljöklassad och energieffektiv. På taket finns solfångare. Utanför finns skolgården med friytor och lekredskap.

## Verksamhet
Inledningsvis tar skolan emot elever från förskoleklass till årskurs 6 och efter 2019 skall skolan erbjuda även klasser upp till årskurs 9. Dessutom projekteras ett nytt skolhus för F-3 (förskola till årskurs 3). Som mest kommer Glömstaskolan rymma omkring 800 elever.

## Vinnare av Huddinges byggnadspris 2018
Juryns motivering:
| ” | Den djupa byggnadskroppen får genom ljusgården ett behagligt dagsljus långt in i byggnaden. Den korridorslösa planlösningen ger en trygghet och överblickbarhet. Byggnaden ger ett glatt intryck med ljusa fasader och varierad fönstersättning. Skolgården är spännande och nivåskillnader har tagits tillvara för lek och rörelse. Gården ger möjlighet att delta men även att dra sig undan. Den stimulerar både till aktivitet och lärande. Glömstaskolan visar på en modern skolmiljö som anpassat sig till en nytänkande pedagogik och forskning kring barns behov. | „ |

## Bilder

Exteriör
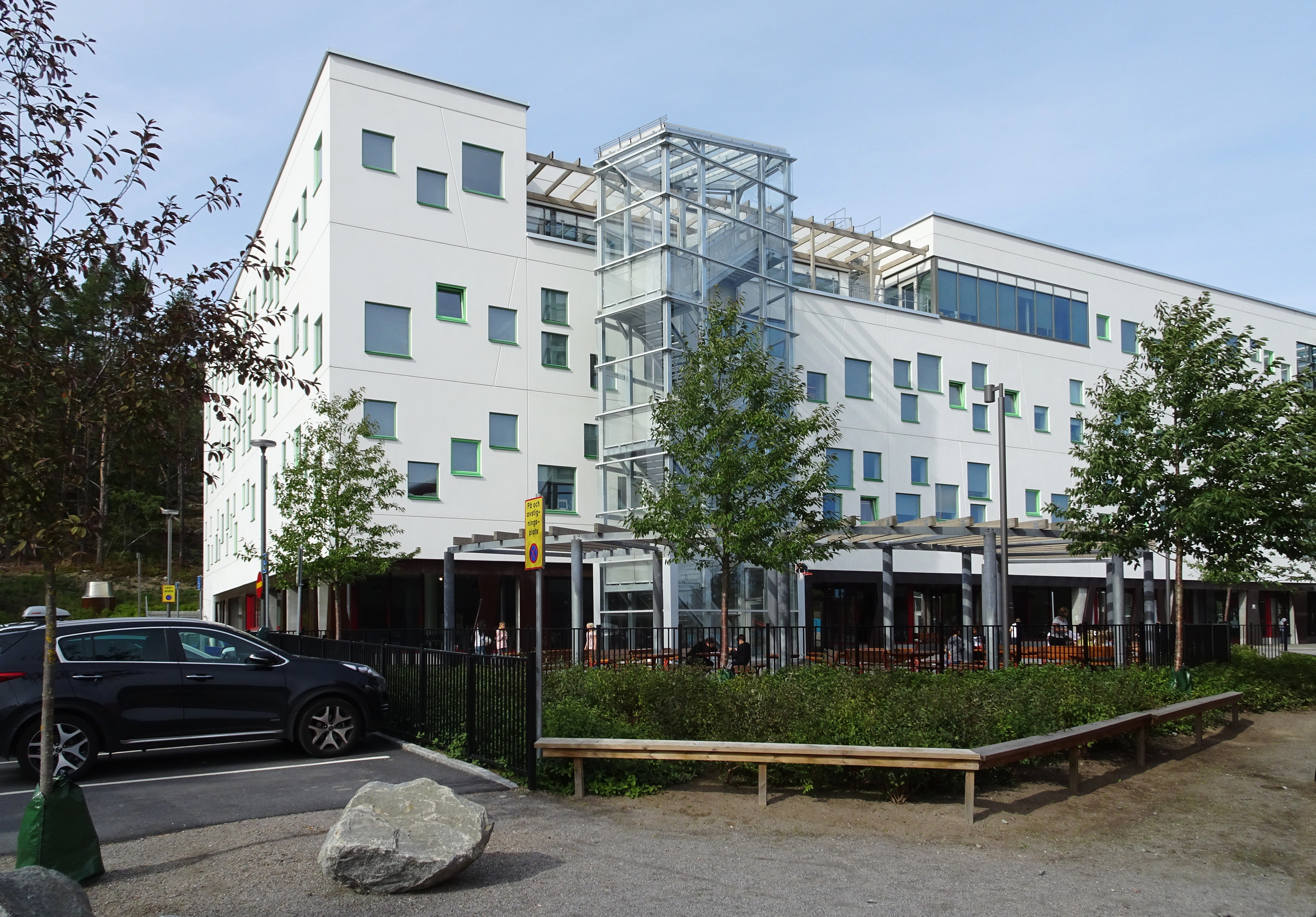
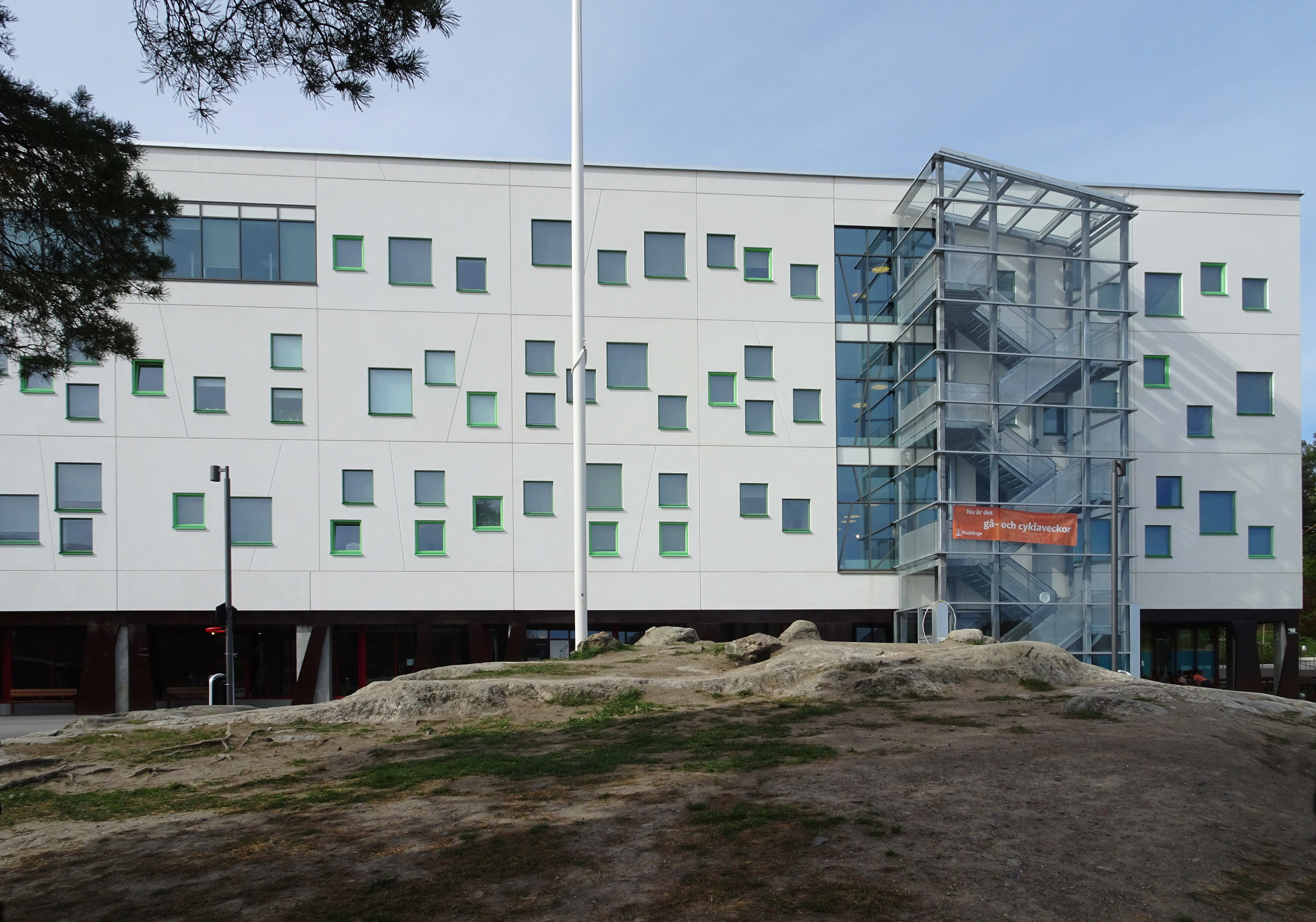
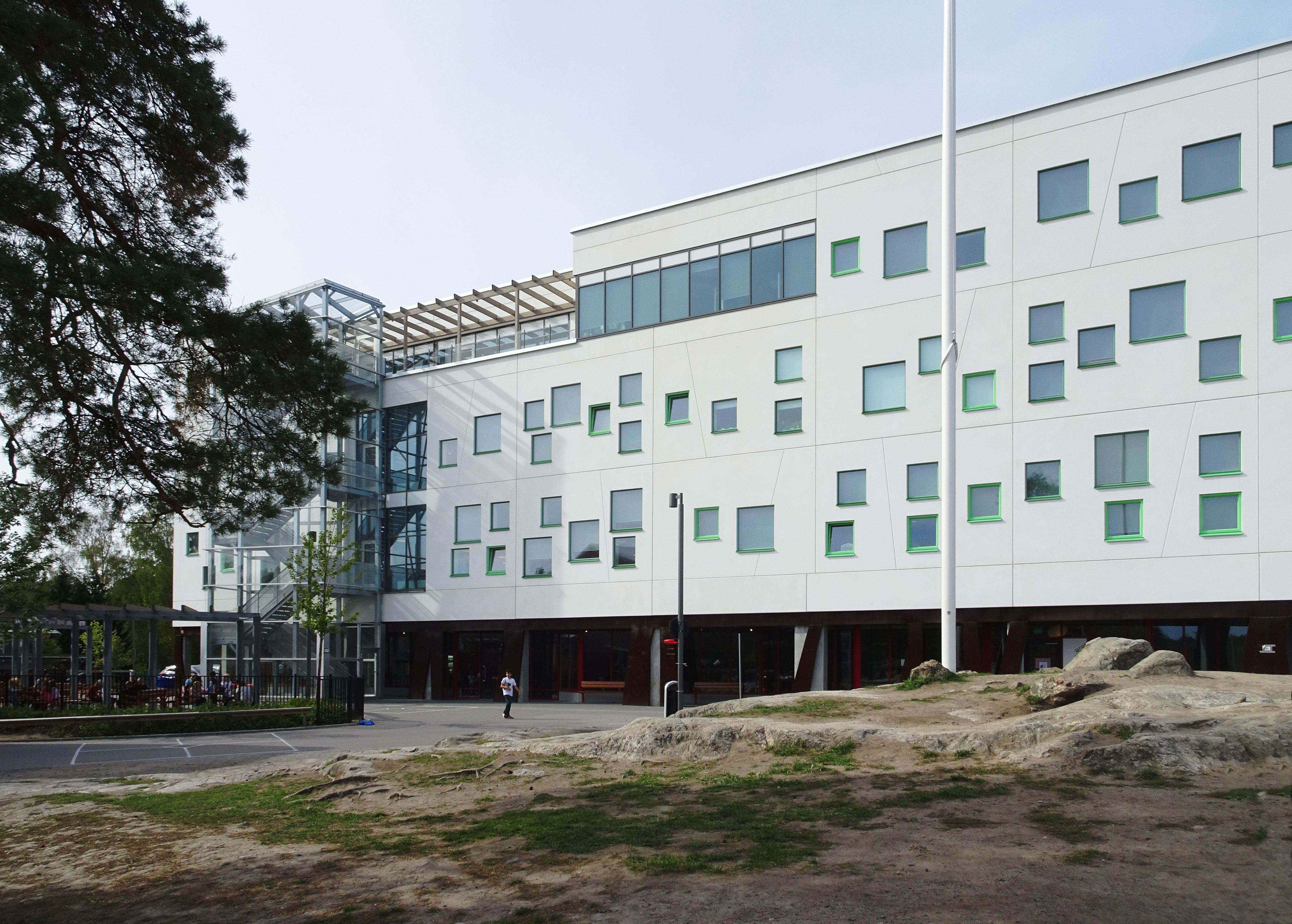
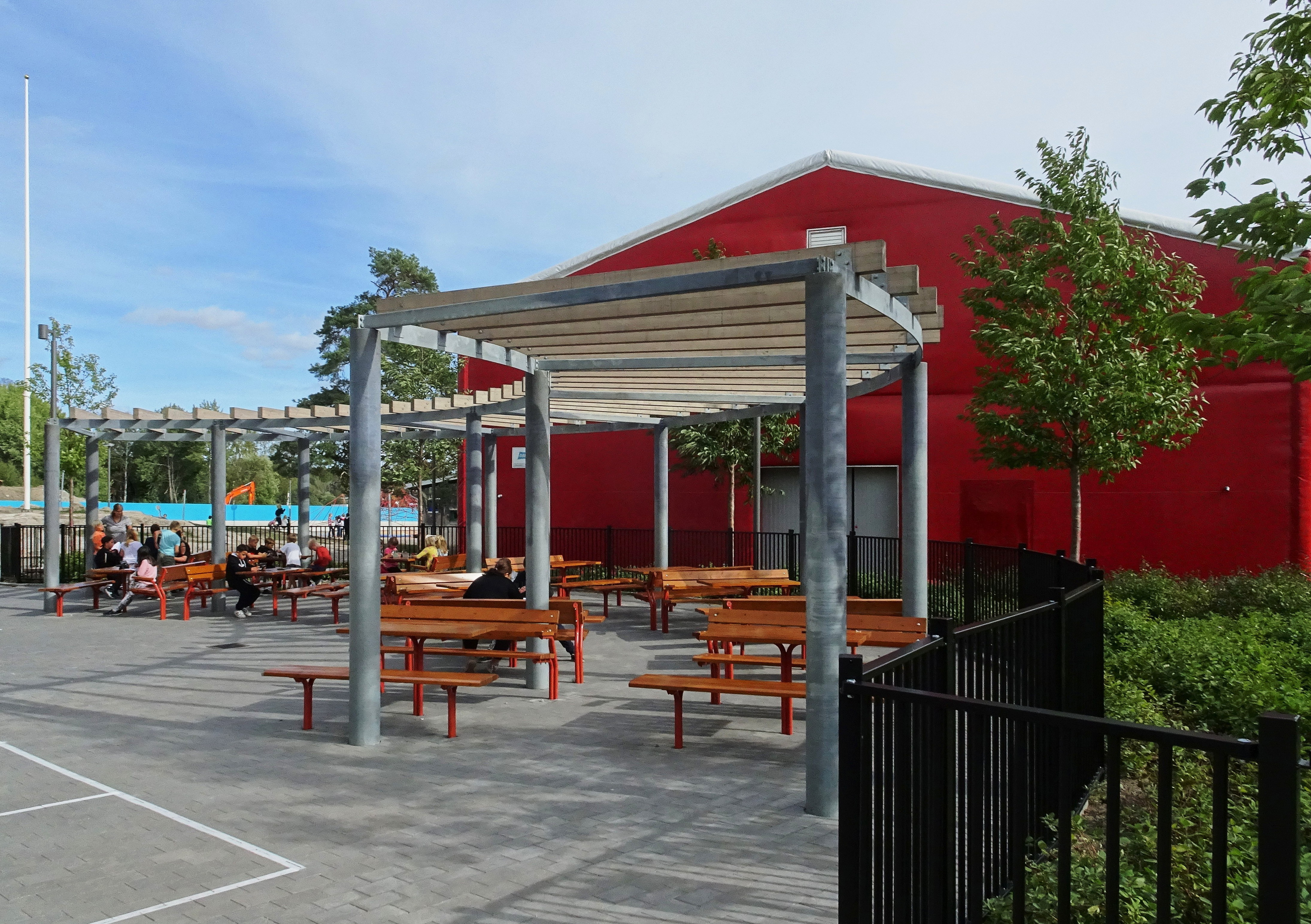

Interiör
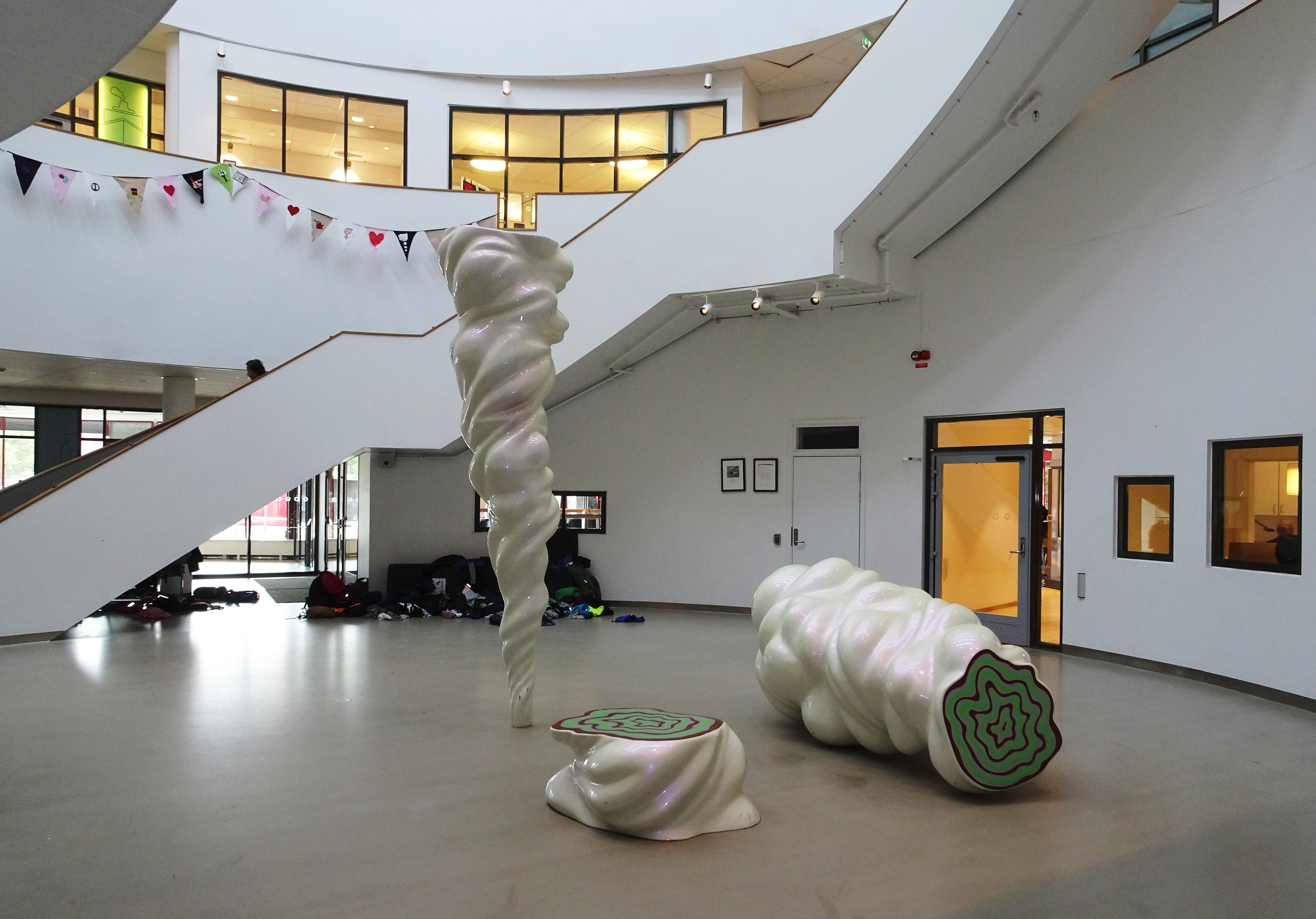
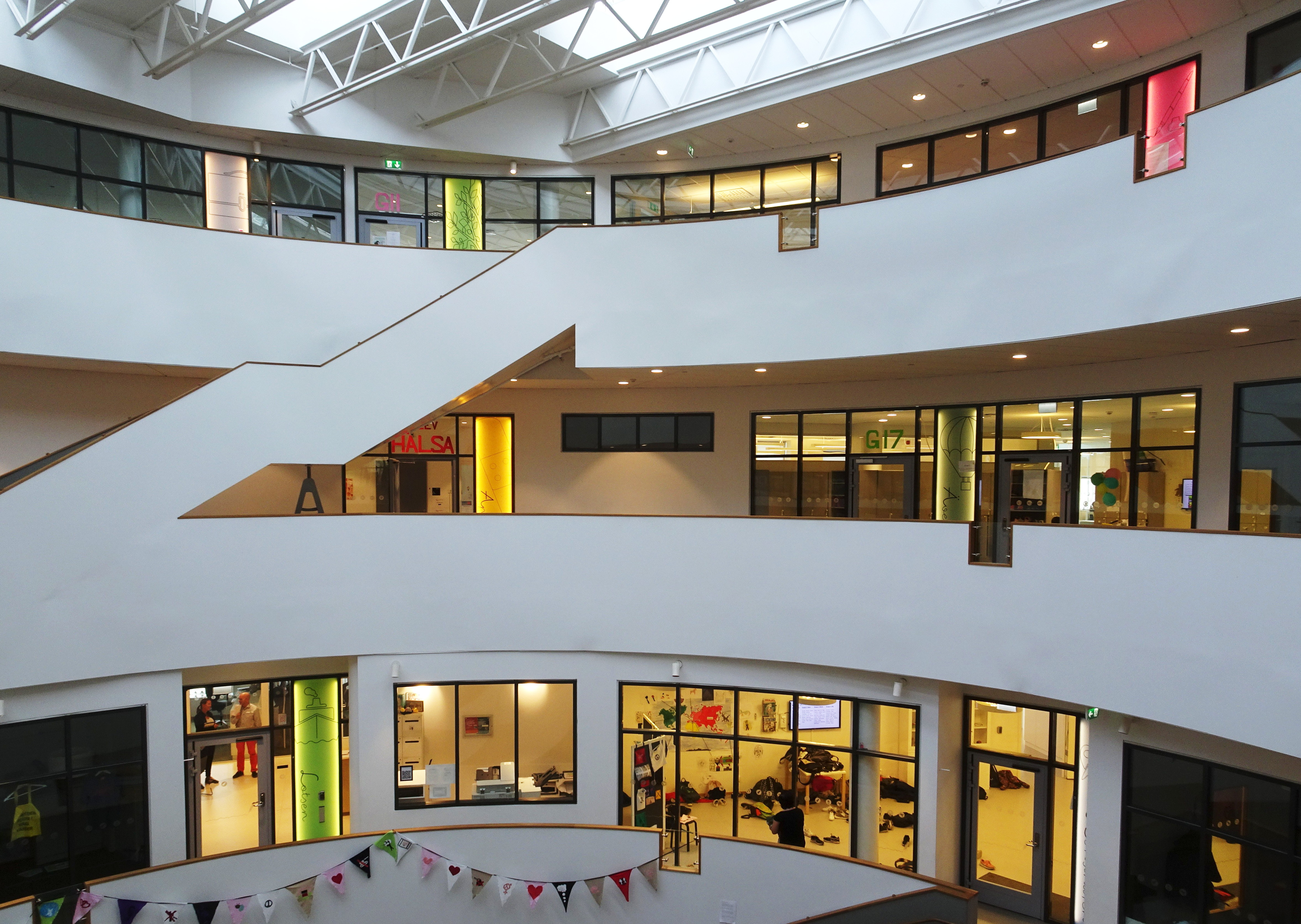
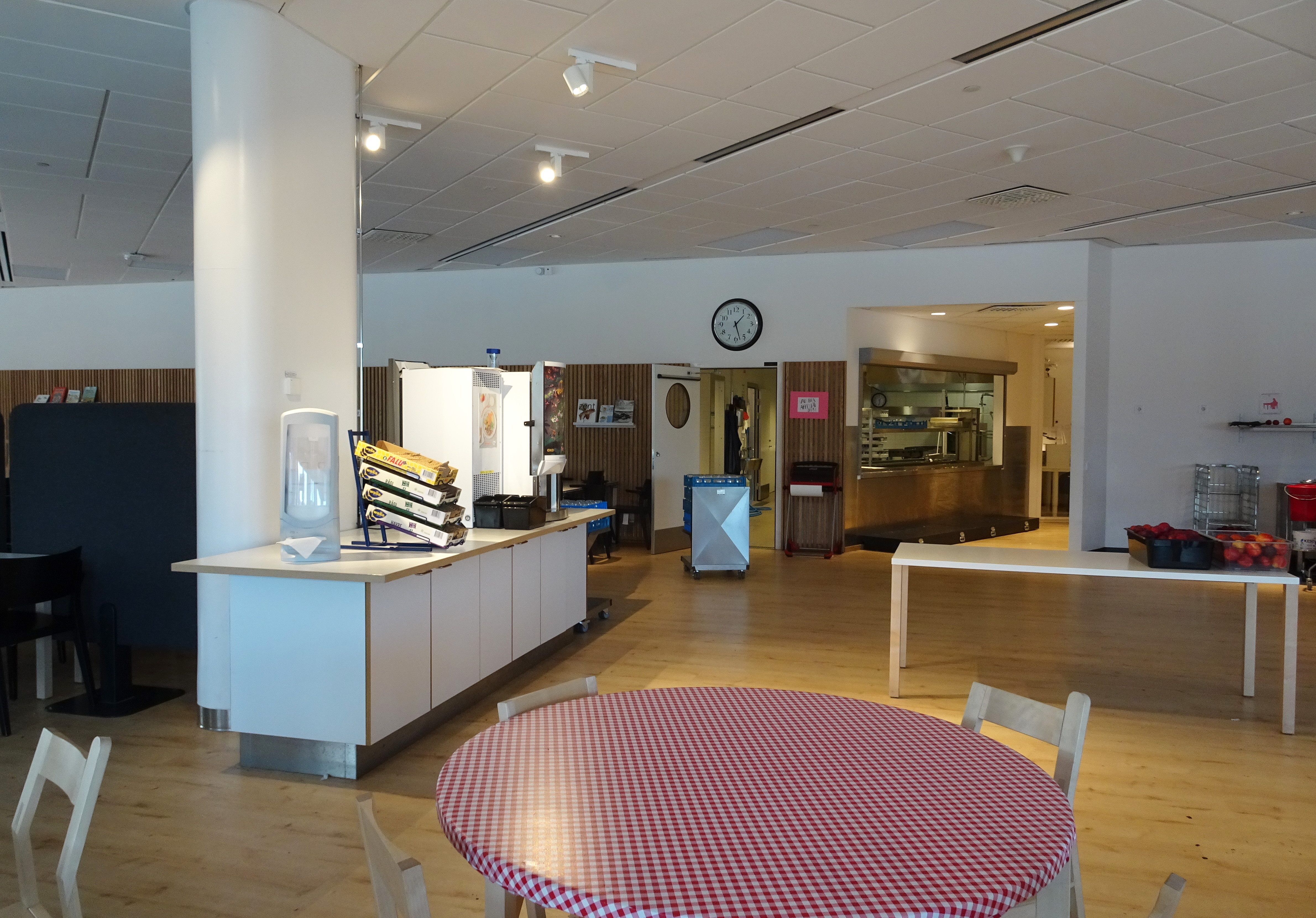
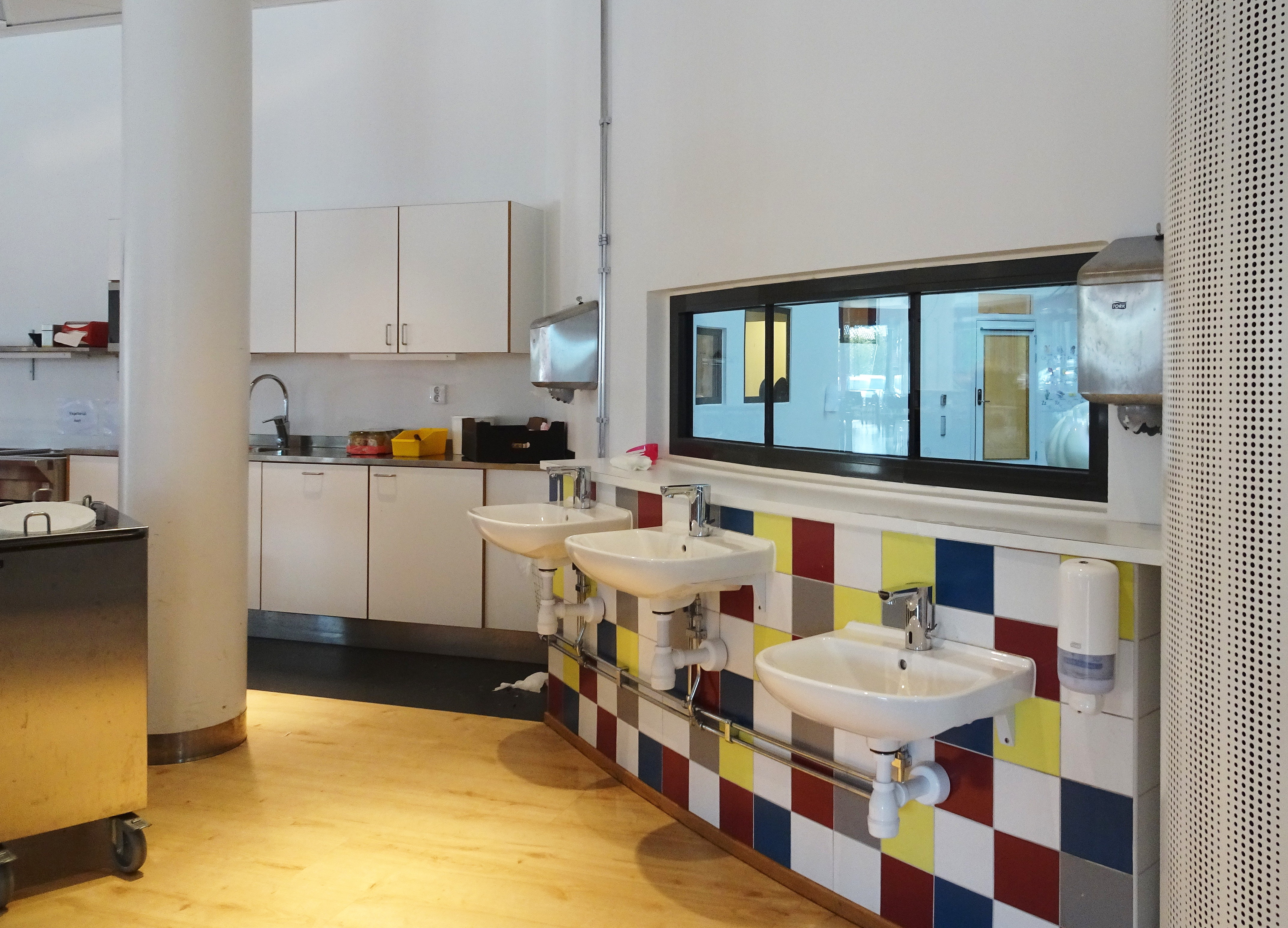